# Neuendorf (Teistungen)

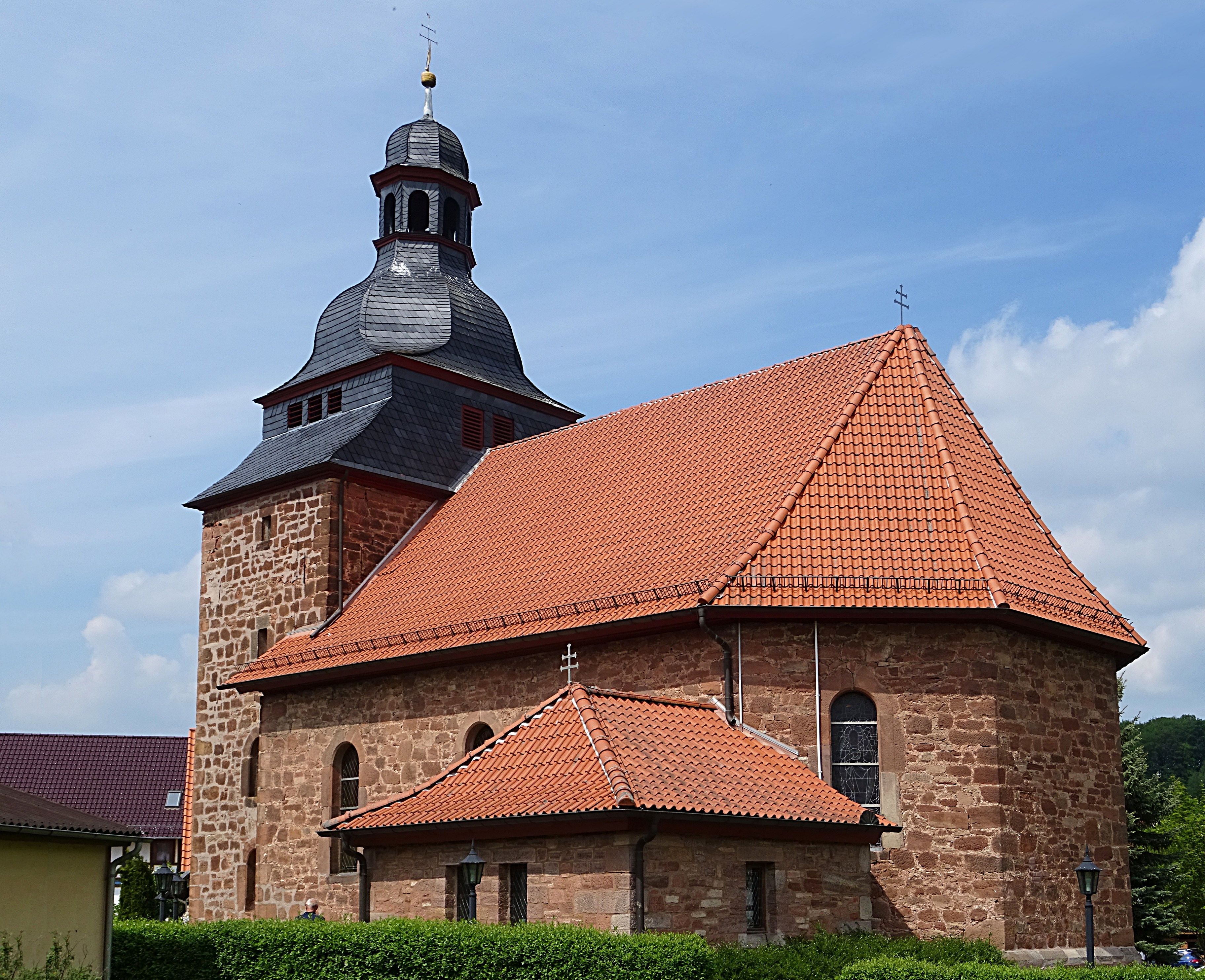
Die Kirche in Neuendorf

Neuendorf (ⓘ) ist ein Ortsteil der Gemeinde Teistungen im Landkreis Eichsfeld in Thüringen.

## Lage
Der Ortsteil liegt im Untereichsfeld ungefähr 9 Kilometer nordöstlich von Heilbad Heiligenstadt und 7 Kilometer südwestlich von Duderstadt. Die Gemarkung liegt in kupierten Gelände in den westlichen Ausläufern des Zehnsberges unweit der niedersächsisch-thüringischen Landesgrenze. Der Ort im Nathetal wird eingerahmt von den Erhebungen Pfaffenberg (333,8 m) im Norden, dem Questenberg (349,5 m) im Osten, dem Rotenberg (407,1 m) im Südosten und dem Gehlenberg (383,1 m) im Südwesten. Die Landesstraße 2013 erschließt den Ortsteil verkehrsmäßig.

## Geschichte
Erstmals erscheint der Ort 1274 als „villa nova“ im Besitz des Stifts Quedlinburg. Am 4. März 1294 wurde das Dorf erneut genannt. Das Dorf gehörte zu den Quedlinburger Besitzungen, wo zunächst die lokalen Herren von Marchia Lehen besaßen und später Güter an das Kloster Teistungenburg gingen. 1512 besaßen die von Westernhagen den Zehnten im Ort. Mitte des 16. Jahrhunderts war Neuendorf eine Wüstung, mit der die von Knorr durch die Äbtissin von Quedlinburg belehnt wurden. Anfang des 19. Jahrhunderts wurden schließlich die Herren von Knorr durch den König von Preußen mit Rechten und Besitzungen im Ort belehnt.
Der Ort Neuendorf gehörte bis zur Säkularisation 1802 zu Kurmainz. 1802 bis 1807 wurde der Ort preußisch und kam dann zum Königreich Westphalen. Ab 1815 war er Teil der preußischen Provinz Sachsen. Von 1945 bis 1949 gehörte der Ort zur Sowjetischen Besatzungszone (SBZ) und wurde ab 1949 Teil der DDR. Von 1954 bis zur Wende und Wiedervereinigung 1989/1990 wurde Neuendorf von der Sperrung der nahen innerdeutschen Grenze beeinträchtigt. Seit 1990 gehört der Ort zum wieder gegründeten Bundesland Thüringen.
Zum 1. April 1999 erfolgte die Eingemeindung Neuendorfs nach Teistungen.

## Sehenswürdigkeiten
- katholische St. Nikolaus-Kirche
- Fachwerkgebäude der Alten Schule